# Mariene ecoregio Noordelijk Labrador
De Mariene ecoregio Noordelijk Labrador (6) (Engels: Northern Labrador marine ecoregion) is een biogeografische regio en ligt in het noordwesten van de Atlantische Oceaan in het Marien rijk Arctica. De mariene ecoregio is vastgesteld door het World Wide Fund for Nature en The Nature Conservancy en is vernoemd naar het schiereiland Labrador.
In het noorden grenst het gebied aan de mariene ecoregio Baffinbaai-Straat Davis (7), in het westen aan de mariene ecoregio Hudson Complex (8) en in het zuidoosten aan de mariene ecoregio Noordelijke Grand Banks-Zuidelijk Labrador (5).

## Geografie
De mariene ecoregio ligt in het noordwesten van de Atlantische Oceaan voor de oostkust van Canada in het territorium Nunavut en de provincie Newfoundland en Labrador. Het gebied ligt grotendeels in de Labradorzee en strekt zich uit van de Straat Davis tot aan Hopedale Airport. Het omvat de wateren in het uiterste zuidoostelijke deel van de Canadese Arctische Eilanden voor de zuidoostkust van Baffineiland met hier onder andere de Cumberland Sound en de Frobisher Bay.
Door het gebied stroomt de Baffineilandstroom en de Labradorstroom.

## Biogeografie
Het gebied kent zeeleven dat houdt van arctische temperaturen.